# Haematobosca kangwagyei
Haematobosca kangwagyei är en tvåvingeart som först beskrevs av Zumpt 1967.  Haematobosca kangwagyei ingår i släktet Haematobosca och familjen husflugor. Inga underarter finns listade i Catalogue of Life.